# 普天邑
普天邑（：／ Pochŏn-ŭp），是朝鲜民主主义人民共和国两江道普天郡的邑。位于两江道首府惠山市东北21公里。
1937年6月4日金日成率领90余人于夜间成功攻击普天堡日本警察驻在所。金日成掌握朝鲜政权后朝鲜把这次普天堡战斗称为“伟大的朝鲜革命斗争”，普天堡镇为朝鲜革命圣地。朝鲜人经常访问参观普天堡战迹地、普天堡战斗胜利纪念塔。